# Futebol na Itália
O futebol em Itália é um dos mais poderosos e tradicionais do mundo, partindo do ponto que a Squadra Azzurra, como é conhecida a seleção italiana, venceu quatro vezes o Copa do Mundo de Futebol.

Bandeira italiana

O Campeonato Italiano também é um dos poucos campeonatos europeus que possui três campeões da Liga dos Campeões da UEFA: Juventus, de Turim, Internazionale e Milan, ambos da cidade de Milão, nessa ordem também os maiores campeões nacionais da Itália. Fiorentina, Roma e Sampdoria foram vice-campeões da principal competição europeia.
Os jornalistas italianos cobrem intensamente o campeonato e a selecção, e o povo é bastante ligado à modalidade, sendo grandes admiradores deste. Lá, como no Brasil, também ocorrem com frequência escândalos envolvendo jogadores e a arbitragem, e como consequência, viradas de mesa, como as ocorridas recentemente envolvendo Milan, Lazio, Fiorentina e Juventus, esta última considerada a maior beneficiada dos escândalos.
Historicamente, os seus grandes jogadores são: Giuseppe Meazza, Silvio Piola, Luigi Riva, Gianni Rivera, Roberto Bettega, Franco Baresi, Bruno Conti, Marco Tardelli, Gaetano Scirea, Dino Zoff, Roberto Baggio e Paolo Rossi, entre outros. 
Mais recentemente os grandes jogadores italianos são: Gennaro Gattuso, Francesco Totti, Fabio Cannavaro (eleito melhor jogador do mundo em 2006), Luca Toni, Alessandro Del Piero, Andrea Pirlo, e o guarda-redes Gianluigi Buffon.

## "Oriundi" de sucesso na Itália
O "ítalo-brasileiro" "José João Altafini"actuou no Campeonato do Mundo de 1958 vestindo a camisola da Selecção Brasileira, mas por ser filho de italianos, naturalizou-se italiano, e como na época a regra permitia actuar por mais de uma selecção na carreira, jogou no Campeonato do Mundo de 1962 pela Itália. Foi o terceiro maior artilheiro da história da Série A, com 216 golos, ao lado de Giuseppe Meazza. Altafini é conhecido como "Mazzola" entre os brasileiros, devido à sua semelhança física com Valentino Mazzola, outro craque da Azzuurra e do Torino nos anos 40. O seu filho, Sandro Mazzola, também teve destaque, nos anos 60 (pela selecção e pelo Inter).
Outros ítalo-brasileiros que jogaram pela Itália são Fernando Giudicelli, que trocou o Fluminense pelo Torino, onde jogou entre 1931 e 1933, Anfilogino Guarisi, o Filó (campeão do mundo em 1934); e Dino da Costa e Angelo Sormani, nos anos 50 e 60. Os filhos de italianos pelo mundo, os chamados oriundi, foram amplamente utilizados pela selecção até aos anos 60, principalmente os nascidos na Argentina, onde há uma grande comunidade italiana. Luis Monti disputou a final do Campeonato do Mundo de 1930 pelo seu país natal e a final de 1934 pela Itália, sendo o único a disputar duas finais do Campeonato do Mundo por dois países diferentes. Enrique Guaita, Raimundo Orsi, Humberto Maschio e Omar Sívori são outros argentinos que disputaram Campeonatos do Mundo pela Azzurra. Os uruguaios também marcaram presença: Michele Andreolo foi campeão mundial em 1938 e os dois carrascos do Brasil no Campeonato do Mundo de 1950, Juan Schiaffino e Alcides Ghiggia, também vestiram a camisola da Itália, no final dos anos 50. No Mundial de 2006, a equipa recrutou outro argentino, Mauro Camoranesi, e um nascido na Inglaterra, Simone Perrotta.

## História

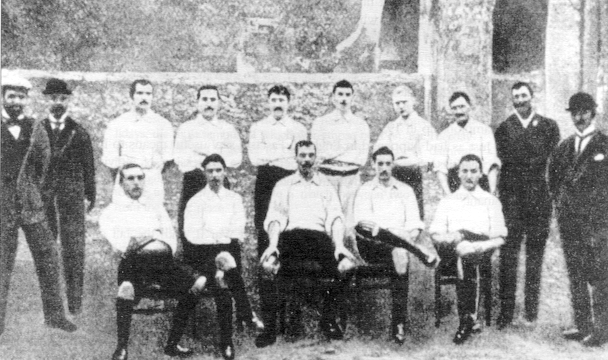
Equipe do Genoa C.F.C em 1893, o primeiro time de futebol da Itália.

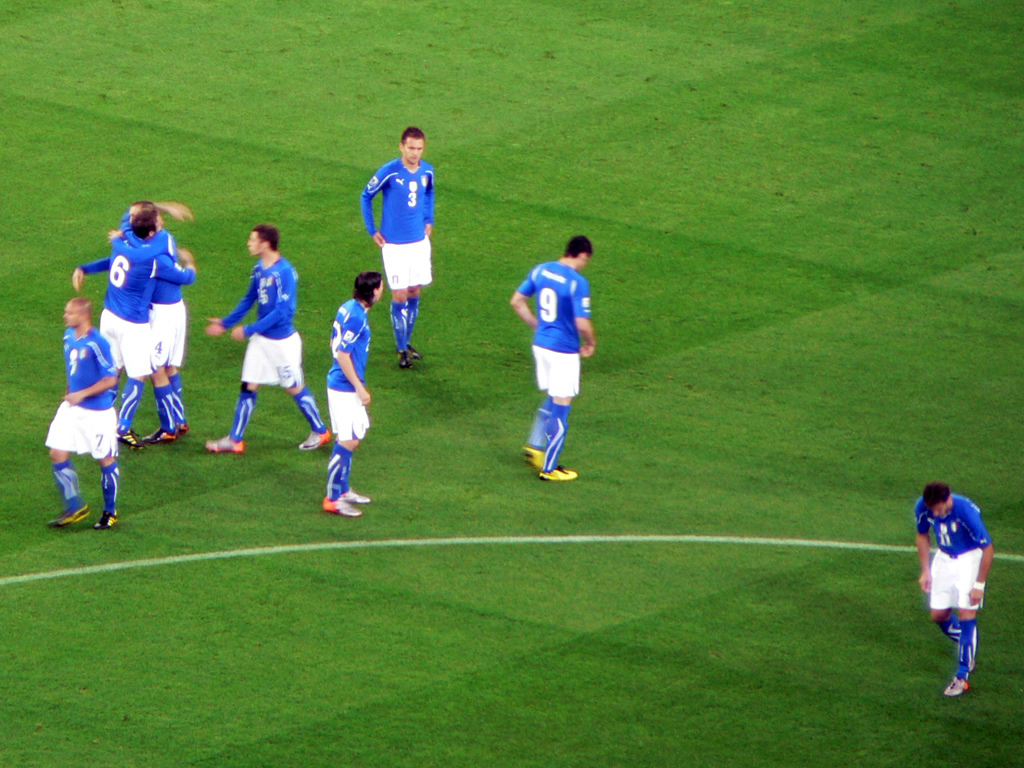
Seleção Italiana em campo contra o Paraguai pela Copa do Mundo 2010.

Sugeria-se que os primórdios do futebol teriam sido praticados em Florença, um desporto que podia ser jogado com as mãos e com os pés e pontuava-se nas extremidades do campo. Há ainda a suposição de que teria surgido em Nápoles.
A versão mais aceite na actualidade é a de que o futebol chegou ao país através de comerciantes ingleses na cidade de Gênova. Com o tempo, a modalidade passou a ser praticada também em Turim e em Milão.

### Mussolini
Benito Mussolini nunca foi jogador ou treinador de futebol, mas teve um papel importante na formação do futebol no país e na conquista dos dois primeiros Campeonatos do Mundo pela Itália.
Em 1926, redigiu carta que fazia com que assumisse o controle do futebol no país. Mussolini passou a indicar os presidentes da Federação Italiana e estruturou e profissionalizou o futebol italiano.
Como Mussolini era fascista, e assim como os nazistas estes pregavam uma visão extremamente nacionalista, o ditador gostaria que as pessoas olhassem para a Itália como uma pátria vencedora. Para isso, Benito teria ameaçado de morte os jogadores da seleção antes dos Mundiais de 1934 e 1938.
Em 1934, a vitória na final foi pelo placar de 2 a 1 sobre a extinta Checoslováquia. Em 1938, vitória sobre a Hungria (que quinze anos depois viria a ser a melhor seleção do mundo) pelo placar de 4 a 2.

### O desastre do Torino
Após dominar o cenário do futebol italiano e europeu na década de 1940, onde venceu inúmeros campeonatos em Itália e foi a base da selecção italiana por um bom tempo, a delegação do Torino envolveu-se num acidente aéreo no dia 4 de maio de 1949, quando voltava de Lisboa após um amigável contra o Benfica. O futebol mundial perdera uma das suas melhores equipas de todos os tempos. Na chegada a Turim, milhares ficaram de luto e compareceram aos velórios e ao enterro dos integrantes da equipa. Cerca de 500 mil pessoas compareceram aos funerais dos jogadores. Hoje o Torino disputa a Série A da Itália. E como os jogadores do Torino eram a base da selecção, os italianos perderam as esperanças de vencer o tricampeonato no Mundial de 1950. Desse estado de luto e tristeza geral, surgiu o modo italiano de jogar.
Esse talvez tenha sido o mais marcante acidente aéreo de toda a história, por tudo que significava a equipa do Torino na época da tragédia. E equipa era líder do Campeonato Italiano e faltavam apenas quatro jornadas para o fim da temporada. Havia vencido 4 títulos italianos seguidos e preparava-se para o quinto.
A melhor equipa da época e base da selecção italiana teve o seu fim a algumas milhas de Turim, sob forte nevoeiro. A aeronave chocou contra uma das torres da Basílica de Superga. Acontecia uma tragédia que marcaria para sempre a história do futebol italiano e mundial. Não houve sobreviventes.

## O modo italiano de jogar

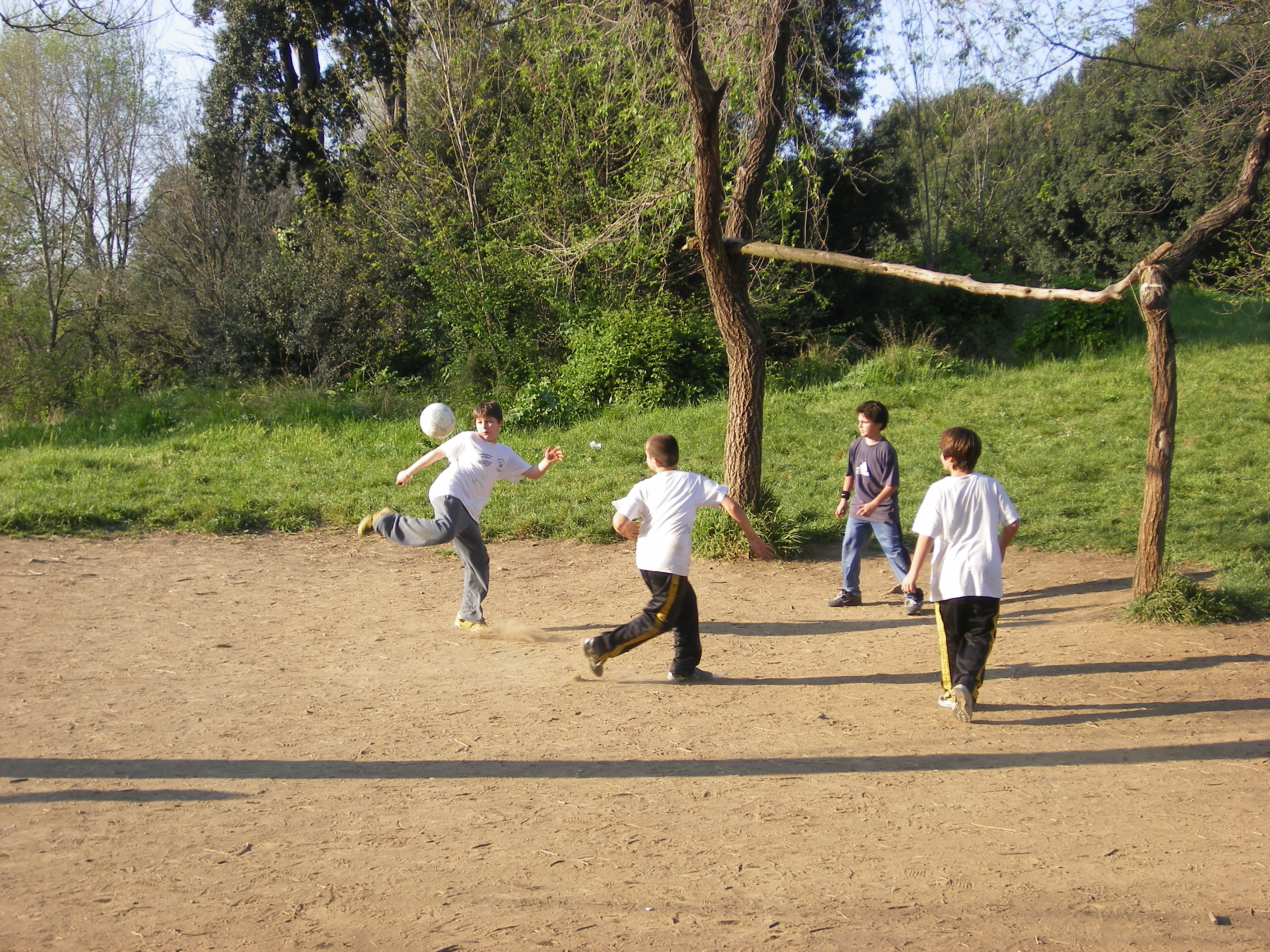
Crianças jogando futebol em Roma.

Os italianos porém também são conhecidos por quase sempre jogarem de forma extremamente defensiva, passando desse ponto e chegando à famosa "retranca", que eles chamam de catenaccio. Além disso, um outro costume futebolístico italiano que diminuiu um pouco nos últimos anos foi o jogo violento e agressivo, que surgiu nos anos 50. É algo normal em jogos da seleção italiana, a equipe ficar quase toda na defesa após a marcação de um gol que a deixa com pequena vantagem no marcador para proteger o resultado, muito ao contrário das tradicionais equipes brasileiras, que normalmente armam um estilo de jogo bastante ofensivo. Italianos em geral atribuem a esta tradição defensiva um fruto da cultura de seu povo, já que estes tem o costume de sempre proteger o que possuem. Também devido à cultura do povo, muitos explicam o modo brasileiro de jogar, que para estes, a forma herdada da cultura por muitos jogadores é a tradicional "não há nada a perder". Em 2006, a seleção venceu o Mundial no esquema 4-5-1. Consequência disso também é o surgimento de grandes guarda-redes e defensores italianos, como Dino Zoff, Fabio Grosso e outros. 

## Competições
Todas as competições de futebol no território italiano são organizadas pela Federação Italiana de Futebol. As principais competições são o Campeonato Italiano e a Copa da Itália, ambos passaportes para as competições continentais da UEFA. Estas competições são patrocinadas pela operadora TIM. 

### Campeonato Italiano

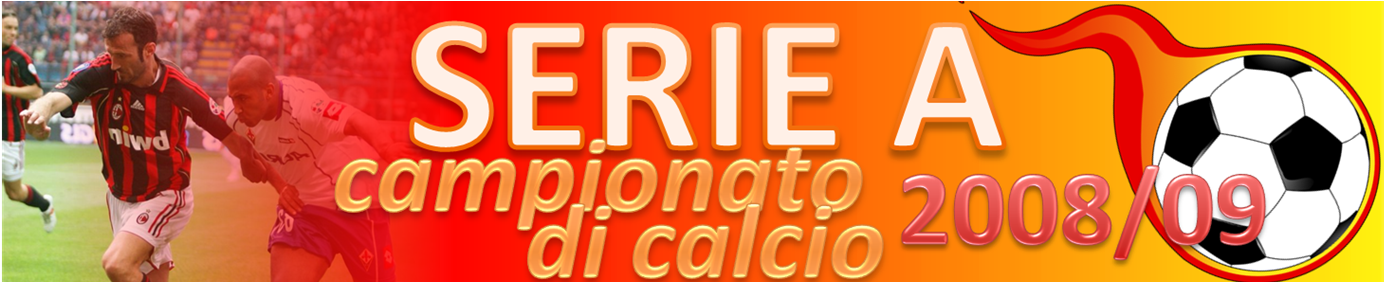
Logomarca da Série A 2008-09.

Competição mais nobre e tradicional do país, reúne as vinte melhores equipes de Itália na primeira divisão, esta conhecida como Série A. No total são mais de 4 mil clubes organizados em 10 divisões. O seu maior campeão é a Juventus com 38 títulos nacionais. Desde 1929, a competição é disputada no formato de pontos corridos.

### Copa da Itália
Segunda competição em importância na Itália, é disputada em formato de eliminatórias. É organizada desde 1922 e têm como maiores campeões A.S. Roma e Juventus, cada uma das equipes com 9 títulos. A equipe vencedora se classifica para a Liga Europa da UEFA.

### Supercopa Italiana
Ocorre desde 1989, em um jogo único disputado entre o campeão da Série A e o vencedor da Taça de Itália. A AC Milan é a equipe recordista de títulos, 6 no total. Os jogos ocorrem em vários locais do mundo, caracterizando o chamado campo neutro.

## Principais estádios
Os 10 maiores estádios de futebol da Itália, em capacidade, são:
| Posição | Estádio                       | Capacidade | Abertura | Mandante(s)                  |
| ------- | ----------------------------- | ---------- | -------- | ---------------------------- |
| 1       | Giuseppe Meazza/San Siro      | 80.100     | 1926     | A.C. Milan, Inter            |
| 2       | Estádio San Paolo             | 78.210     | 1959     | Napoli                       |
| 3       | Olímpico de Roma              | 72.700     | 1937     | A.S. Roma, S.S. Lazio        |
| 4       | Estádio San Nicola            | 58.270     | 1990     | A.S. Bari                    |
| 5       | Estádio Artemio Franchi       | 47.282     | 1931     | ACF Fiorentina               |
| 6       | Estádio Friuli                | 41.652     | 1976     | Udinese Calcio               |
| 7       | Estádio Juventus              | 41.000     | 2004     | Juventus Football Club       |
| 8       | Estádio Renato Dall'Ara       | 39.444     | 1927     | Bologna FC                   |
| 9       | Estádio Marcantonio Bentegodi | 39.211     | 1963     | Chievo Verona, Hellas Verona |
| 10      | Estádio Renzo Barbera         | 37.600     | 1932     | Palermo                      |